# Europees racisme van de oudheid tot en met de middeleeuwen
Dit artikel geeft een overzicht van Europees racisme van de oudheid tot en met de middeleeuwen.

## Oudheid
Het idee dat uiterlijke karakteristieken als huidskleur en andere lichaamskenmerken zich verhouden tot culturele en gedragsverschillen is geruime tijd oud, maar niet bij alle culturen terug te vinden. Zo zijn er in afbeeldingen uit het oude Egypte weliswaar verschillen te zien tussen Egyptenaren, Nubiërs en Aziaten, er zijn hier geen aanwijzingen dat er aan huidskleur conclusies werden verbonden over gedrag en capaciteiten.
De Griekse samenleving was duidelijk niet-egalitair, gebaseerd op een geaccepteerd vermeend natuurlijk verschil in mensen. In Staat verhaalde Plato over de gennaion pseudos of nobele leugen waarmee het bestaan van verschillende sociale klassen gerechtvaardigd wordt.:4-5 De oude Grieken zagen vrouwen als minderwaardig tegenover mannen en barbaren als minder dan Grieken. Barbaar was weliswaar een denigrerende benaming, het onderscheid betrof meer het taal- en culturele verschil. De oude Grieken kenden geen woorden voor ras, zodat uitspraken hierover een anachronisme zouden kunnen lijken. Het betekent echter niet dat er geen vergelijkbaar concept was. Uitgaande van een definitie van ras waarbij oppervlakkige lichamelijke kenmerken als huids- en haarkleur deterministisch volgen uit biologische verschillen en een definitie van racisme die daar ook een hiërarchie van intellectuele en morele persoonlijkheidstrekken aan koppelt, lijkt dit bij Aristoteles echter wel degelijk te onderscheiden te zijn. Vooral in Politika is dit terug te vinden, waarbij barbaar een vergelijkbare rol vervulde als ras. Ras en racisme zijn terug te vinden in zijn klimaattheorie van menselijke verschillen en zijn betoog over natuurlijke slavernij. Sommigen zijn geboren voor onderwerping omdat onder meer de phronèsis of praktische rede ontbreekt, anderen voor heerschappij. Daarbij speelt het klimaat een rol. Het koude klimaat in het noorden (Europa) zou maken dat mensen daar veel thymos of geestrijkheid bezitten, maar dianoia of intelligentie en kunstzinnigheid ontberen. Hoewel zij daardoor over het algemeen vrij zouden zijn, zouden zij daardoor niet over anderen kunnen heersen. In het oosten (Azië) zijn mensen daarentegen wel intelligent en kunstzinnig, maar ontberen thymos en worden dan ook altijd overheerst. Het klimaat bij de Grieken lag tussen deze twee in, zodat zij zowel over thymos en dianoia beschikten en zo natuurlijke heersers waren. Dit impliceert dat Europeanen en Aziaten die naar Griekenland zouden verhuizen ook over deze eigenschappen zouden gaan beschikken, waarmee dit eerder fysisch-geografisch determinisme is dan biologisch determinisme.:14
De opvattingen over huidskleur zijn niet eenduidig, maar leukochrōs (λευκόχρως) of witte huid werd gezien als een teken van zwakte, vooral moreel. In Staat van Plato worden mannen met een leukos huid weliswaar geprezen als minnaars, maar missen zij mannelijke kwaliteiten. Voor Aristoteles lijkt huidskleur echter niet tot de essentie van de mens te behoren en Plato had daarvoor in Staatsman al gesteld dat in tegenstelling tot wat wel werd gedacht barbaar geen aparte genos was. Dit was echter geen ethische gedachtegang, maar een uit de logica: barbaren staat voor tal van volkeren.

Herodotus schreef in Historiën positief over wat de inwoners van Aethiopië (Afrika) en lijken vooroordelen grotendeels te ontbreken. Dat geldt niet voor de inwoners van het Nabije Oosten en dan vooral de vijandelijk gezinde Perzen. De Perzische Oorlogen brengen een racialisme op gang waarbij de Perzen steeds meer als barbaars worden afgeschilderd, daarbij geholpen door Griekse schrijvers als Aischylos met zijn Perzen. In Iphigeneia in Aulis van Euripides wordt gesteld dat Grieken over barbaren heersen en niet omgekeerd, want de eerste zijn vrijen en de laatsten slaven. Voor de Grieken was een belangrijk verschil dat zij democratie kenden, terwijl andere landen een tirannie kenden.
Het Romeinse Rijk werd in toenemende mate ook door niet-Romeinen bestuurd met verschillende culturele achtergronden. Zo was keizer Septimius Severus van gemengde afkomst, met een Italiaans-Romeinse moeder en een Libisch-Punische vader. Ook slaven waren van uiteenlopende afkomst. Aethiopische slaven werden soms wel op etnische gronden bij elkaar gehouden, maar huidskleur of etniciteit lijkt geen rol te hebben gespeeld als criterium om slavernij te rechtvaardigen. Wel lijkt er enige afkeer te zijn geweest van de grote afmetingen van de Noord-Europeanen, hun immania corpora (gigantische lichamen) en latos artus (wijd verspreide ledematen). Dit hangt samen met de paniek die Julius Caesar beschreef bij zijn troepen voor Ariovistus en zijn mannen met immani corporum magnitude, lichamen van enorme omvang. De Atuatuci zouden volgens Caesar de spot hebben gedreven met de Romeinen vanwege hun geringe lichaamslengte. Bij de Romeinen bestond wel een culturele minachting voor barbaarse volken.:57-58

## Middeleeuwen
Het christendom ontwikkelde zich uit een joodse sekte en daarmee kon een joodse afkomst niet direct als negatief worden gezien. Daarbij stelde Galaten 3:28 dat het geloof in Christus iedereen gelijk maakte. De afwijzing door de Joden van Jezus als messias zette een echter een theologisch antisemitisme in gang dat vanaf de vierde eeuw langzaam groeide, waarbij aan de hand van Matteüs 27:25 de Joden in toenemende mate een erfelijke bloedschuld werd verweten. Vanaf de achtste eeuw werd een duidelijker anti-judaïsme zichtbaar en werden bloedsprookjes verspreid. Dit kon uitmonden in antisemitisme en zelfs jodenvervolgingen.
In de middeleeuwen overheerste niet altijd de intolerantie. Stefanus I van Hongarije refereerde in 1027 in de vorstenspiegel voor zijn zoon Emmerik aan het Romeinse Rijk en stelde dat immigranten verschillende talen, gewoontes, kennis en wapens met zich meebrengen, bijdragend aan de pracht van het koninklijk hof en de kracht van het rijk. Een koninkrijk met slechts een gewoonte en slechts een taal zou machteloos en kwetsbaar zijn. Antisemitisme nam echter toe, met onder andere in 1096 het bloedbad in het Rijnland en het bloedbad van Worms in het spoor van de Volkskruistocht. Hiermee begon wat Moore de persecuting society noemde. De ontwikkeling van de christelijke dogmatiek maakte namelijk steeds meer duidelijk wat 'ware geloof' inhield en wat er niet mee overeenkwam. Aanhangers van afwijkende leerstellingen werden vanaf de twaalfde eeuw in toenemende mate vervolgd. Tijdens de Vierde Lateraans Concilie van 1215 werden decreten uitgevaardigd tegen de Katharen en de Waldenzen en Joden moesten een onderscheidend teken dragen, net als de moslims. Ook werd de inquisitie ingesteld waarvan de Katharen het eerste slachtoffer waren, gevolgd door de Joden, leprozen en homoseksuelen. Naast deze georganiseerde vervolging waren er ook pogroms. 
Na de voltooiing van de Reconquista in 1492 werd in Spanje het Verdrijvingsedict uitgevaardigd en moesten alle joden – behalve de conversos – het land verlaten. Van biologisch determinisme lijkt hier echter geen sprake; de afgewezen joodse cultuur werd niet in verband gebracht met een joodse fysiologie. 
Cryptojoden bleven ondanks de christelijke doop hun oude geloof aanhangen. Hieruit volgde de conclusie dat de aard van de Joden niet zou deugen. Sektarische haat veranderde daarmee volgens Léon Poliakov in raciale haat en zo kon de complottheorie van een joodse beheersing van de wereld postvatten. Aartsbisschop Silíceo van Toledo wist in 1547 keizer Karel V ervan te overtuigen om conversos uit te sluiten van officiële posities op basis van het proto-raciale concept limpieza de sangre ofwel zuiverheid van bloed. Dit beleid werd nooit volledig doorgezet en gehandhaafd, maar bleef tot in de negentiende eeuw de nakomelingen van conversos achtervolgen.:15-17 Het was Joden ook verboden om naar de Nieuwe Wereld te emigreren en diegenen die zich probeerden te onttrekken aan deze vorm van uitsluiting stond bij ontdekking regelmatig de dood via een autodafe te wachten. Een soortgelijke limpieza de sangre viel cryptomoslims ten deel tussen 1609 en 1614 met de Verbanning van de Morisken uit Spanje.

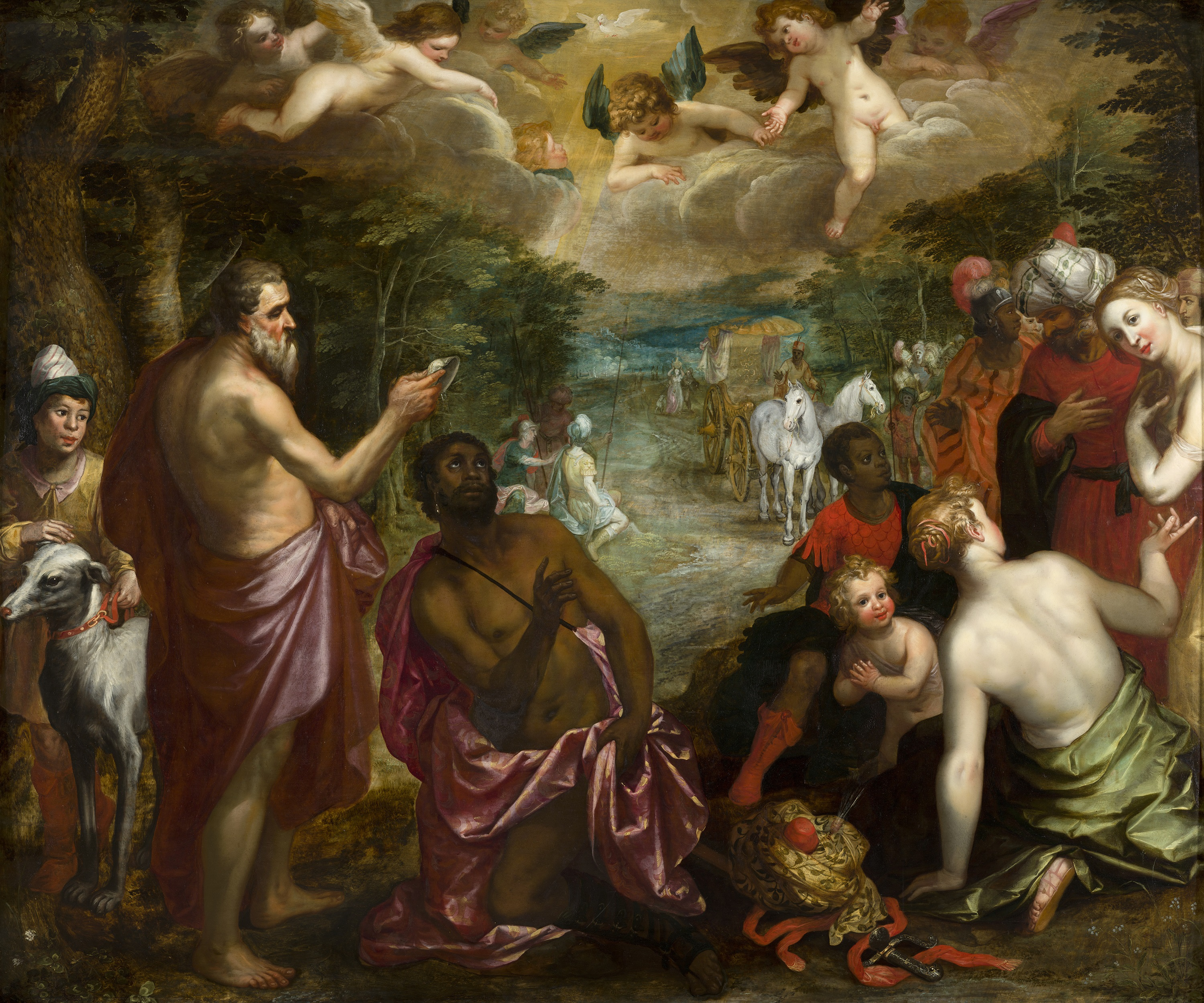
De doop van de kamerling van koningin Candace van Ethiopië

Voor Aristoteles was slavernij een natuurlijk gegeven. Ook binnen het vroege christendom bestond het idee dat het ene volk superieur was aan het andere en dat geografie hiermee te maken had. Voor Origenes van Alexandrië (3e eeuw) was etniciteit niet de bepalende factor voor gedrag, maar het gedrag bepalend voor iemands etniciteit. Er was daarbij wel een uitweg, namelijk de apokatastasis of redding via Christus. Na de kruistochten werden Joden in toenemende mate gedemoniseerd, maar Afrikanen niet per se. Een voorbeeld hiervan is de legende van Pape Jan. Hij was weliswaar een Indiër, maar werd uiteindelijk koning werd van het christelijke Ethiopië. Vanuit Europa was er in de Middeleeuwen niet veel contact met Aethiopiërs uit subsaharaal Afrika. De houding van Europeanen was gebaseerd op verhalen, die aanleiding konden geven tot angst of juist waardering voor de Afrikaan. Hoewel geheel a-historisch doet de legende vermoeden dat de grootscheepse trans-Atlantische slavenhandel die hierna volgde niet zozeer voortkwam uit een diepgeworteld racisme, maar eerder andersom, dat anti-zwart racisme een gevolg is van de trans-Atlantische slavernij. 

### Vloek van Cham
Een belangrijk bijbelverhaal dat na de middeleeuwen de trans-Atlantische slavernij zou legitimeren is Genesis 9:20-27, met daarin de zogenaamde 'Vloek van Cham'. Het gaat als volgt. De ark van Noach en zijn drie zonen Sem, Cham en Jafeth overleven de zondvloed. De drie zonen gelden daarom als stamvaders van de hele mensheid. Na de zondvloed verbouwt Noach druiven. Eens wordt hij dronken van de wijn en slaapt in zijn blootje. Cham spot daarmee. Vervolgens vervloekt Noach een van Cham's zonen, namelijk Kanaän. Deze Kanaän moet vanaf dan zijn broers dienen. 
Deze oorsprongsmythe is waarschijnlijk opgeschreven als een legitimatie voor een al bestaande praktijk, namelijk de onderwerping van de Kanaänieten als slaven van de Israëlieten. In de vroege middeleeuwen ontstond echter de uitleg dat Cham als onderdeel van de vloek zwart werd en daarmee de stamvader was van alle zwarte mensen. Het Bijbelboek zelf zegt niets over huidskleur, maar deze interpretatie is later veelvuldig gebruikt om slavernij van zwarte mensen te rechtvaardigen. In de Europese blanke christelijke kerken werd deze bijbeluitleg niet ter discussie gesteld, omdat het paste in de denkwereld van de Nieuwe Tijd.
In de vroege Islam speelt ditzelfde oudtestamentische verhaal een rol in de legitimatie van de Arabische slavenhandel op Afrika. In De grot van de schatten, zoals het Arabische Ma`ârah al-Kanûz en het Ethiopische Ba`âta Mazâgebet, werd expliciet vermeld dat bepaalde volkeren zwart waren. Geloofsgenoten mogen binnen de islam niet tot slaaf worden gemaakt. Voor hun zuidelijke buurvolken werd de rechtvaardiging gevonden door de zwarte huid ook deel uit te laten maken van de vloek die Noach uitsprak. De directe vloek verschoof zo van Kanaän naar Cham. In de profetenverhalen in de versie van Al-Kisa'i is de straf voor het zien van de naaktheid van Noach zowel slavernij als zwartheid voor Cham en zo een tweevoudige vloek geworden. Een zwarte huid was niet meer impliciet, maar expliciet door God verbonden aan slavernij. Met de islamitische veroveringen en de daarmee gepaard gaande bekering verschoof de slavenjacht naar het zuiden van Afrika. De denigrerende term abeed voor slaaf werd een synoniem voor zwarte Afrikaan.
Een vergelijkbare verschuiving was er in de joodse traditie. In de Talmoed, Sanhedrin 108b, wordt Cham gestraft met een zwarte huid omdat hij geslachtsgemeenschap had gehad op de Ark van Noach.